# Колпаков, Иван Васильевич
Иван Васильевич Колпаков — советский хозяйственный, государственный и политический деятель.

## Биография
Родился в 1899 году. Член ВКП(б).
С 1914 года — на хозяйственной, общественной и политической работе. В 1914—1955 гг. — заместитель начальника Ярославской железной дороги, начальник Октябрьской железной дороги, начальник Калининской железной дороги, начальник штаба во время Великой Отечественной войны, генерал-директор движения III ранга, заместитель начальника Управления, начальник Северной железной дороги.
Избирался депутатом Верховного Совета РСФСР 2-го и 3-го созывов.

## Награды
- Орден Трудового Красного Знамени (1939)[2]